# Black Rebel Motorcycle Club
Black Rebel Motorcycle Club ist eine Rockband aus San Francisco, Kalifornien.

## Bandgeschichte
1998 gründeten die beiden Schulfreunde Robert Levon Been (Bass, Gesang, Gitarre) und Peter Hayes (Gitarre, Gesang, Harmonica) die Band The Elements. Sie hatten beide eine Highschool in San Francisco besucht und schon früh damit begonnen, gemeinsam Musikstücke zu schreiben und zu spielen. Auf der Suche nach einem Schlagzeuger trafen sie den aus Devon, England stammenden Nick Jago, der mit seinen Eltern nach Kalifornien gezogen war.
Nachdem sie entdeckten, dass sich bereits einige andere Bands The Elements nannten, änderten sie ihren Namen zu Black Rebel Motorcycle Club, der Motorradgang aus dem 1953 erschienenen Film The Wild One, in dem Marlon Brando die Hauptrolle spielte. Da Robert Levon Been zunächst nicht mit seinem Vater Michael Been, der bei der Band The Call spielte, in Verbindung gebracht werden wollte, trat er bis zum Erscheinen des Albums Howl unter dem Pseudonym Robert Turner auf.
Als sie sich in der Musikszene von San Francisco einen Namen gemacht hatten, zogen sie 1999 nach Los Angeles um und schlossen, nachdem mehrere Plattenfirmen erfolglos um sie geworben hatten, einen Vertrag mit Virgin Records America ab, der ihnen absolute künstlerische Freiheit garantierte. Danach machten sich die Drei daran, ihr selbstbetiteltes Debütalbum, das sie sowohl selbst produzierten als auch abmischten, in Angriff zu nehmen. Die erste Single Whatever Happened to My Rock'n'Roll war (vor allem in England) sehr erfolgreich. 2002 durften sie nach einer Einladung von Noel Gallagher, einem bekennenden BRMC-Fan, als Vorgruppe für Oasis in der Royal Albert Hall spielen.
Nach einer Tour 2002/2003 begann die Band, ihr Nachfolgealbum im Londoner Fortress Studio aufzunehmen. Grund dafür waren die Visumprobleme des Schlagzeugers, der nach der Ausreise nicht mehr in die USA einreisen durfte. Aber nach tatkräftiger Unterstützung Bonos und anderer Prominenter wurde dieses Problem gelöst und die Band siedelte wieder nach LA um. Während der anschließenden Welttournee trennten sie sich im Frühjahr 2004 von ihrem Plattenlabel Virgin. Nach Abschluss der Tournee stieg Jago aufgrund von Drogenproblemen aus, Been und Hayes begannen die Arbeit an ihrem dritten Album.

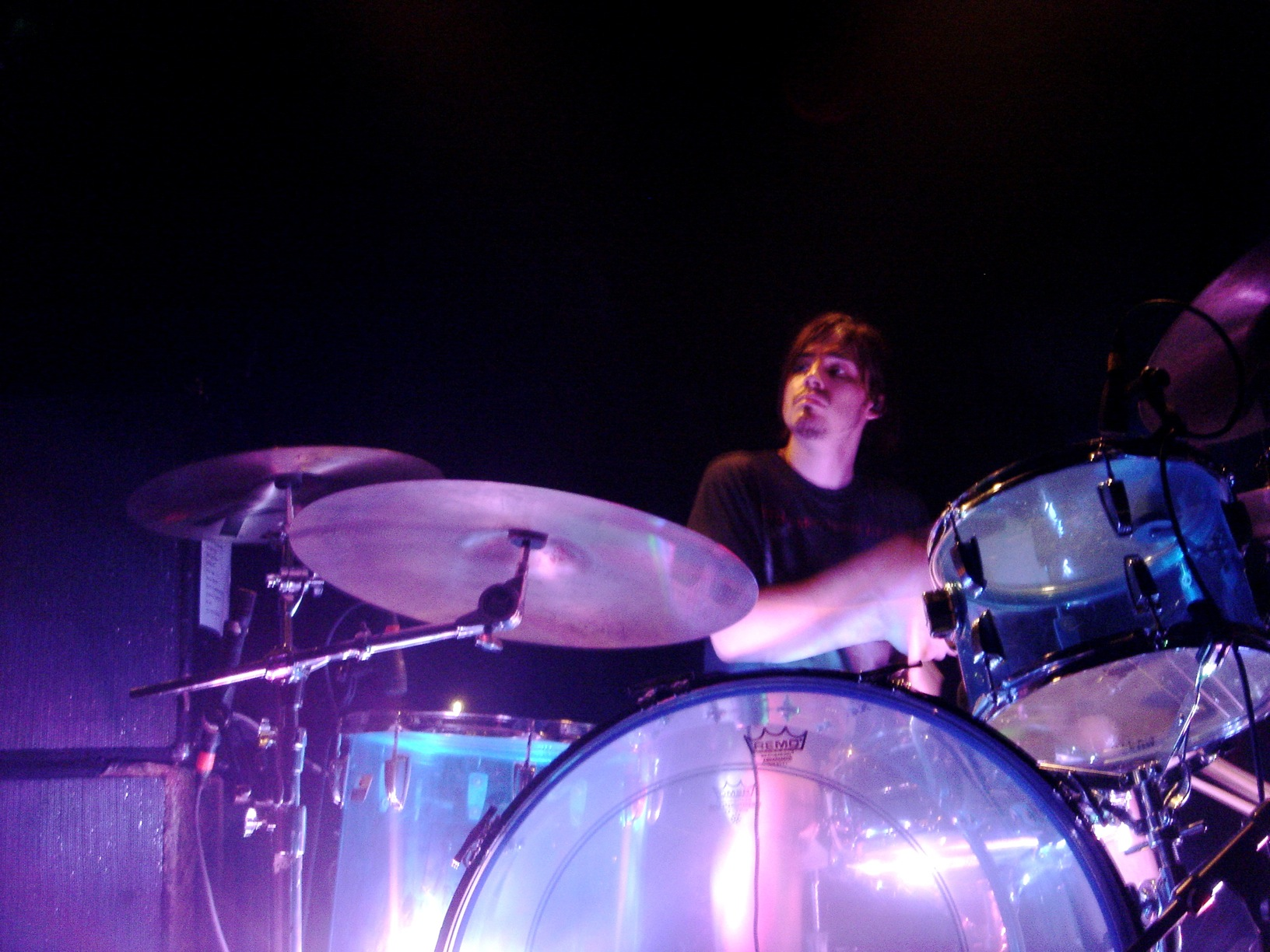
Nick Jago am Schlagzeug

Während der Arbeit an Howl – inspiriert vom gleichnamigen Gedicht von Allen Ginsberg – stieg Jago wieder in die Band ein, auf dem Album ist er jedoch nur beim Lied Promise zu hören. Howl erschien im August 2005 bei zwei verschiedenen Plattenlabels (RCA in den USA und Echo im Rest der Welt). Nach dem Erscheinen des Albums waren Black Rebel Motorcycle Club bis April 2006 auf Tournee. Im Februar 2006 erschien die EP Howl Sessions mit sechs unveröffentlichten Liedern, die während der Aufnahmen zu Howl entstanden.
Das vierte Album Baby 81 erschien am 27. April 2007. Bis Mai 2008 waren Black Rebel Motorcycle Club wieder auf Tour durch die USA, Kanada, Europa, Israel, Australien und Japan.
Am 8. Juni 2008 teilte Jago auf der Webseite der Band mit, dass er aus der Band geworfen wurde. Für die Tournee 2008 wurde er durch Leah Shapiro ersetzt, die zuvor während der Tournee der Raveonettes sowie bei der Dead Combo schon Schlagzeug gespielt hatte. Shapiro wurde ein festes Mitglied in der Band.
Anfang März 2010 erschien das Album Beat The Devil's Tattoo, Mitte März 2013 das siebte Studioalbum der Band mit dem Titel Specter At The Feast. Da der Vater von Robert Levon Been, Michael Been, im Jahr 2010 verstorben war, coverte die Band ihm zu Ehren das The-Call-Stück Let The Day Begin.
Am 17. Oktober 2014 gab Leah Shapiro auf der Bandwebsite bekannt, dass sie sich aufgrund einer bei ihr diagnostizierten Chiari-Malformation einer Gehirnoperation unterziehen müsse und dass es ihr durch diese Malformation zurzeit nicht möglich sei, Schlagzeug zu spielen; zudem kündigte sie schon vorab an, dass die Band durch diesen Umstand nicht wie geplant beim anstehenden Moon Block Festival auftreten können werde. Wenige Tage später, am 22. Oktober, folgte eine Nachricht von Peter Hayes und Robert Levon Been, in der sie ein neues Band-T-Shirt mit dem Aufdruck "I Want to Beleah" präsentierten und ihre Fans darum baten, solche T-Shirts zu erwerben, da mit dem hierdurch gewonnenen Erlös Shapiros Operation sowie Genesung unterstützt werde. Am 30. Oktober 2014 bedankte sich wiederum Shapiro in einer Nachricht auf der Bandwebsite dafür, dass eine ebenfalls zugunsten der Finanzierung ihrer Operation ins Leben gerufene Spendenkampagne namens GoFundMe Campaign ihr Ziel von 33.300 US-Dollar erreicht habe.
Am 27. November 2014 verkündete die Band auf ihrer Website, dass Shapiros Operation erfolgreich und wie geplant verlaufen sei, und bedankte sich bei allen, die sie unterstützt hatten.

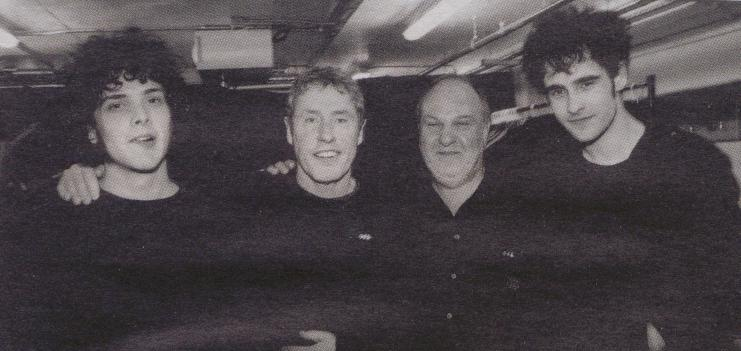
Peter Hayes (l.) & Robert Been (r.) mit Roger Daltrey von The Who (2. v.l.) und dem Promoter Barry Goldsmith

## Stil
Black Rebel Motorcycle Club spielten anfangs harten, punklastigen Rock nach dem Vorbild von Iggy Pop und den Stooges, den Ramones, The Doors, den Sex Pistols und englischen Bands wie Spacemen 3 und The Jesus and Mary Chain.
Die Stücke des Albums Howl sind stark von Folk, Gospel, Americana, Singer-Songwriter und vor allem von Einflüssen aus dem Blues geprägt und sind im Vergleich zu den beiden Vorgängeralben deutlich ruhiger. Mit Baby 81 kehrte die Gruppe dann 2007 wieder mehr zu ihren musikalischen Ursprüngen zurück.

## Diskografie

### Alben
- B.R.M.C. (April 2001)
- Take Them On, On Your Own (August 2003)
- Howl (August 2005)
- Baby 81 (April 2007)
- The Effects of 333 (November 2008) – nur als kostenpflichtiger Download erhältlich
- Beat the Devil's Tattoo (März 2010)
- Specter at the Feast (März 2013)
- Wrong Creatures (Januar 2018)

### EPs
- Screaming Gun (Oktober 2001)
- Spread Your Love (Mai 2002)
- Howl Session (2006)
- Napster Live Session (2007)
- American X: Baby 81 Sessions (Dezember 2007)
- Black Tape (Januar 2024)

### Singles
- Red Eyes and Tears (Februar 2001)
- Take My Time/Rifles (März 2001)
- Spread Your Love (2001)
- Whatever Happened to My Rock 'N' Roll (Punk Song) (Oktober 2001)
- Love Burns (Januar 2002)
- Stop (August 2003)
- We're All in Love (November 2003)
- Ain't No Easy Way (August 2005)
- Weight of the World (Oktober 2005)
- Weapon of Choice (April 2007)
- Berlin (Juli 2007)
- Beat the Devil's Tattoo (März 2010)
- Let the Day Begin (Februar 2013)
- Little Thing Gone Wild (September 2017)
- Haunt (Oktober 2017)
- Question of Faith (November 2017)
- King of Bones (November 2017)

### Videoalben
- Live (November 2009)
- Live in London (November 2010)
- Live in Paris (Mai 2015)